# Катскил (Њујорк)
Катскил (енгл. Catskill) град је у америчкој савезној држави Њујорк.

## Демографија
По попису из 2010. године број становника је 4.081, што је 311 (-7,1%) становника мање него 2000. године.
| Група             | 2000.         | 2010.         |
| Белци             | 3.427 (78,0%) | 3.009 (73,7%) |
| Афроамериканци    | 559 (12,7%)   | 506 (12,4%)   |
| Азијати           | 27 (0,6%)     | 54 (1,3%)     |
| Хиспаноамериканци | 273 (6,2%)    | 368 (9,0%)    |
| Укупно            | 4.392         | 4.081         |